# Erol Josué
Pour les articles homonymes, voir Josué (homonymie).
 (janvier 2023).
La mise en forme du texte ne suit pas les recommandations de Wikipédia : il faut le « wikifier ».
Les points d'amélioration suivants sont les cas les plus fréquents :
- Les titres sont pré-formatés par le logiciel. Ils ne sont ni en capitales, ni en gras.
- Le texte ne doit pas être écrit en capitales (les noms de famille non plus), ni en gras, ni en italique, ni en « petit »…
- Le gras n'est utilisé que pour surligner le titre de l'article dans l'introduction, une seule fois.
- L'italique est rarement utilisé : mots en langue étrangère, titres d'œuvres, noms de bateaux, etc.
- Les citations ne sont pas en italique mais en corps de texte normal. Elles sont entourées par des guillemets français : « et ».
- Les listes à puces sont à éviter, des paragraphes rédigés étant largement préférés. Les tableaux sont à réserver à la présentation de données structurées (résultats, etc.).
- Les appels de note de bas de page (petits chiffres en exposant, introduits par l'outil «  Source ») sont à placer entre la fin de phrase et le point final[comme ça].
- Les liens internes (vers d'autres articles de Wikipédia) sont à choisir avec parcimonie. Créez des liens vers des articles approfondissant le sujet. Les termes génériques sans rapport avec le sujet sont à éviter, ainsi que les répétitions de liens vers un même terme.
- Les liens externes sont à placer uniquement dans une section « Liens externes », à la fin de l'article. Ces liens sont à choisir avec parcimonie suivant les règles définies. Si un lien sert de source à l'article, son insertion dans le texte est à faire par les notes de bas de page.
- La présentation des références doit suivre les conventions bibliographiques. Il est recommandé d'utiliser les modèles {{Ouvrage}}, {{Chapitre}}, {{Article}}, {{Lien web}} et/ou {{Bibliographie}}. Le mode d'édition visuel peut mettre en forme automatiquement les références.
- Insérer une infobox (cadre d'informations à droite) n'est pas obligatoire pour parachever la mise en page.

Pour une aide détaillée, merci de consulter Aide:Wikification.
Si vous pensez que ces points ont été résolus, vous pouvez retirer ce bandeau et améliorer la mise en forme d'un autre article.
Erol Josué, né le 13 octobre 1974 à Port-au-Prince, en Haïti, est un prêtre vaudou, chanteur, danseur, éducateur et expert de la culture et de l'histoire du vaudou haïtien. Erol Josué est un artiste de renommée internationale surtout pour son 2ème album "Pélerinaj", actif à travers les Amériques, l'Europe et l'Afrique, il tente de changer l'image stéréotype négative de la religion,, vodoo.

## Biographie
À 19 ans, Erol s'installe à Paris, en France. Il forme son propre ensemble de danse de 13 membres appelé Compagnie Shango,,. Puis, de Paris, il déménage à New York, endroit qui comporte une grande communauté haïtienne. À New York, Erol interprète de la musique vaudou combinée à d'autres genres tels que le rock, l'electro et le jazz. En 2007, Erol sort un album intitulé Regleman. Autour de cette époque, il déménage à Miami.
Depuis 2012, Erol Josué est le directeur du Bureau national d'ethnologie, où il présente la culture vaudou haïtienne.
Josué a introduit la culture haïtienne dans de nombreuses universités et organisations à travers les États-Unis. Il officie des cérémonies vaudous et a acquis une grande connaissance des plantes médicinales et agit comme «médecin des feuilles» spécialisé dans la médecine traditionnelle haïtienne. Profondément investi dans le soutien et le partage du patrimoine culturel immatériel d'Haïti, il est également un éducateur et un activiste dédié à offrir des représentations véridiques d'Haïti et du vaudou haïtien. Josué a parlé et joué dans des universités à travers les États-Unis, notamment à Harvard, Dartmouth, Duke, Michigan et Indiana, et présente régulièrement des conférences universitaires,,.
Au cours de son mandat de directeur du Bureau national d'ethnologie de Port-au-Prince, il a organisé des programmes en direct innovants, des concerts et des expositions de musée. Dans ses propres performances, Josué captive le public en mêlant musique live et danse à des discussions approfondies sur la culture et la spiritualité haïtiennes. En tant qu'oungan (prêtre vaudou), il s'occupe des besoins physiques et spirituels de sa communauté en Haïti et de la diaspora haïtienne,,.